# 林崇中
林崇中（1955年1月—），广东惠阳人，中华人民共和国地方官员、罪犯。中国共产党广东省第九次党代会代表，广东省第十届人大代表，第十届中共江门市委委员。
1973年6月，加入中国共产党。1983年，担任共青团江门市委副书记、书记。1989年，担任中共鹤山县委副书记。1995年，升任江门市公路局局长。2000年，任江门市交通委主任。2001年，担任中共新会市委书记。2002年，新会市撤销编制，他改任中共江门市新会区委书记。2006年，升任中共江门市委常委、江门市副市长。2009年7月30日，因受贿罪，被判十年有期徒刑，但宣判当日，因其买通看守所所长、医生等人违规获准“保外就医”。2011年初，广东省人民检察院立案侦查，他才被收监。